# Пронин, Юрий Владиславович
Юрий Владиславович Про́нин (5 ноября 1958, Куйбышев — 4 августа 2015, Москва) — советский и российский актёр и режиссёр театра и кино. Заслуженный артист РФ (1996). Лауреат Государственной премии РСФСР им. К. С. Станиславского (1991).

## Биография
Родился 5 ноября 1958 года в Куйбышеве (ныне Самара). В 1979 году окончил Самарская государственная академия культуры и искусств, художественный руководитель В. А. Тимофеев). Был актёром Дмитровского драматического театра, а затем Тульского ТЮЗа. 
В 1983—1996 годах работал в Златоустовском драматическом театре «Омнибус». Позже работал в Ханты-Мансийске главным режиссёром Концертно-театрального центра «Югра-Классик». Затем в Москве в театре-студии «Откровение» при Центре культуры «Сцена» (в Коньково), преподавал театральное мастерство. 
Автор пьес «Потейная шутеха», «Жили-были…», «Сатиры смелый властелин» /Д. И. Фонвизин/, «Дело арестованного № 224» /А. С. Грибоедов/, «Пушустрик» /по русским и американским сказкам/, «Цирк, цирк, цирк», «Долой огуречного короля» /по повести Кристины Нестлингер/, «Дети неба», «Хипс-Випс», «Серебряного века женский силуэт» и др.
Скончался 4 августа 2015 года из-за сердечной недостаточности.

## Награды и премии
- Государственная премия РСФСР в области театрального искусства за создание образа барона Тузенбаха в спектакле «Три сестры» по пьесе А. П. Чехова (1991).
- заслуженный артист РФ (1996) — ...За заслуги в области искусства...[1].

## Работы в театре

### Актёр
- 1984 — «Последние» М. Горького — Пётр
- 1984 — «Романтики» Э. Ростана — Персене
- 1984 — «Провинциальные анекдоты» А. В. Вампилова — Хомутов
- 1985 — «Без вины виноватые» А. Н. Островского — Незнамов
- 1986 — «Тени» М. Е. Салтыкова-Щедрина — Бобырев
- 1987 — «Прошлым летом в Чулимске» А. В. Вампилова — Шаманов
- 1988 — «Игроки» Н. В. Гоголя — Ихарев
- 1988 — «Собаки» К. К. Сергиенко — Гордый
- 1988 — «Антигона» Ж. Ануйя — Гемон
- 1989 — «Четыре допроса» А.З. Ставицкого — Корольков
- 1989 — «Страсти под вязами» Ю. О'Нила — Эбин
- 1990 — «Три сестры» А. П. Чехова — Николай Сергеевич Тузенбах
- 1992 — «Убийство Гонзаго» Н. Йорданова — Чарльз
- 1993 — «Касатка» А. Н. Толстого — Князь Бельский
- 1994 — «Ревизор» Н. В. Гоголя — Осип
- 1995 — «Гамлет» Шекспира — Гамлет
- 1996 — «Дядя Ваня» А. П. Чехова — Михаил Львович Астров
- 1996 — «Сумасшедшее воскресенье» В. П. Катаева — Вера Карповна

### Режиссёр
- 1985 — «Сатиры смелый властелин» Ю. В. Пронина
- 1986 — «Дело арестованного № 224» Ю. В. Пронина
- 1988 — «Жили-были…» Ю. В. Пронина
- 1992 — «Ушастые проделки» М. Гусева
- 1993 — «За чем пойдешь, то и найдёшь» («Женитьба Бальзаминова») А. Н. Островского
- 1995 — «Вождь краснокожих» О'Генри
- 1996 — «Дом Бернарды Альбы» Ф.-Г. Лорки
- 1996 — «Четыре близнеца» П. Панчева
- 2003 — «Все мальчишки — дураки!» К. В. Драгунской
- 2003 — «Пушустрик» Ю. В. Пронина
- 2003 — «Цирк, цирк, цирк» Ю. В Пронина
- 2004 — «Долой огуречного короля» К. Нестлингёр
- 2005 — «Два окошка» Л. С. Петрушевской
- 2006 — «Русь Деревянная» К. Скворцова
- 2006 — «ЧУКопера» К. И. Чуковского
- 2007 — «Серебряного века женский силуэт»
- 2008 — «Чрезвычайное происшествие в Королевстве Булочки» М. Войтышко

## Фильмография

### Актёр
1. 2008 — Недосказанная легенда (Украина) — трипольский вождь
2. 2009 —  Военная история — сосед (нет в титрах)
3. 2009 — Партия в бридж — актёр немого кино
4. 2009 — Час Волкова 3 (34-я серия «Дедалус») — директор магазина
5. 2010 — Богини правосудия — прокурор
6. 2010 — Борцу не больно — крутой
7. 2010 — Всё ради тебя — Фомичёв, следователь
8. 2010 — Застывшие депеши — агент ФСБ
9. 2010 — Любовь и прочие глупости (60-я серия «Оперативная любовь») — Толик Завьялов
10. 2011 — Два дня — главный инженер
11. 2011 — Девичья охота — эпизод
12. 2011 — Кодекс чести 5 — офицер УПСМ
13. 2011 — Мент в законе 4 (фильм 1 «Игра на выбывание») — Шулер
14. 2011 — Орда — священник
15. 2011 — СОБР — Леонид Максимович Карасёв
16. 2011 — Охотники за бриллиантами — агент КГБ
17. 2011 — Русская наследница — прокурор
18. 2011 — Супруги 2 — Артур Вылегжанин, бизнесмен
19. 2011 — Терминал — хирург
20. 2011 — Условия контракта — Павел
21. 2011 — Физика или химия — Леонид, дядя Риты, брат Роберта Туманова
22. 2012 — Кто, если не я? — начальник отдела кадров
23. 2012 — Марьина роща — Саша Шестов, охранник в тюрьме
24. 2012 — Москва. Три вокзала 4 (76-я серия «Опасный поворот») — Костенко, полковник Главного управления угрозыска
25. 2012 — Пока цветёт папоротник — Игорь Константинович Журавлёв, нотариус Князева
26. 2012 — Право на правду (26-я серия «Дым и огонь») — сотрудник Следственного Комитета
27. 2012 — Шериф 2 (фильм 8 «Сотрудник») — конкурент Ковалёва
28. 2013 — Пасечник — полковник, командир ОМОНа
29. 2013 — Розыск (4-я серия) — вор
30. 2014 — В плену обмана — хирург
31. 2014 — Полоса отчуждения — доктор

### Режиссёр и сценарист
- 1995 — «Эхо города…», документальный фильм — ЗТРК
- 1995 — «Хрустальный голос Златоуста…», документально-публицистический фильм: сценарий, режиссура — ЗТРК
- 1996 — «Игрок», документально-игровой фильм: сценарий, режиссура — ЗТРК
- 1996 — «Неуловимая Аллочка», детский игровой фильм: сценарий, режиссура — ЗТРК
- 1997 — «Гуттаперчевая девочка», документально-игровой фильм: сценарий, режиссура — ЗТРК
- 1998 — «Фантастический поэт», детский игровой фильм: сценарий, режиссура — ЗТРК
- 1999 — «День рождения дерева», художественный фильм по одноимённому рассказу Кс. Драгунской: сценарий, режиссура — ЗТРК
- 2000 — «Голос улицы»// молодежный сериал: сценарий, режиссура — ЗТРК
- 2000 — «Соло на заборе с оркестром», детский игровой короткометражный фильм: сценарий, режиссура
- 2001 — «Недостаток», детский игровой короткометражный фильм: сценарий, режиссура — ЗТРК
- 2003—2005 — «КиндерСюрприз», авторская программа: сценарий, режиссура — ЗТРК
- 2007—2008 — «Имя Собственное», авторская программа: сценарий, режиссура — ОТРК «ЮГРА»
- 2003—2005 — «Недосказанная легенда», 5-серийный художественный фильм: сценарист, режиссёр-постановщик — Киностудия «БАРВА» (Украина)
- 2008—2009 — «Жемчужинка Москвы», документальный фильм-очерк: сценарий, режиссура — ЦАО ТВ
- 2009 — «Белгород — город воинской Славы», документальный фильм: сценарий, режиссура — ТК «Звезда»
- 2009 — «Елец — город воинской Славы», документальный фильм: сценарий, режиссура — ТК «Звезда»

## Одна из первых актерских работ
Первое выступление на сцене состоялось примерно в 1970-1971 году.  Юра Пронин сыграл роль Павлика Морозова.
|  |  |
|  |  |